# Кокошињски покољ
Кокошињски покољ је израз за најбруталнији злочин комита ВМРО-а над Србима у Македонији, односно Старој Србији, како се тада у Србији ова област називала. Израз кокошињски покољ односи се на неколико злочина комита ВМРО-а. у околини Куманова и Кратова у периоду јул-октобар 1904. године. Злочине су извршиле чете ВМРО-а- под командом војвода Атанаса Бабате и Јордана Спасова. Збирни назив Кокошињски покољ за убиства у селима Кокошињу, Шопском Рудару и Татомиру дала је српска штампа пошто је у том селу пало највише жртава.

## Покољи
Прва убиства Срба отпочела су у селу Герману месту на тромеђи Кумановске, Кривопаланачке и Прешевске казе. Село је било патријаршијско, односно српско и четама ВМРО-а је било трн у оку, јер су се плашили да би од њега српске чете могле да направе базу одакле би се угрозили канали комитских чета од Бугарске ка унутрашњости Турске. Дванаестог маја 1904. комите су напале кућу Јовче Спасића, оца сеоског српског учитеља Димитрија Јовановића. Сам Јовча није био код куће, па су комите ножевима искасапили његовог брата Китана, сина Стошу, снахе Аницу и Тодору, зета Каранфила, док су му жену Миљу ранили ножевима са осам убода.
Убиства су се наставила и даље током лета. Једанаестог јула је Јордан Спасов у селу Татомиру убио сеоског првака Диму Спасића Пртеју због одбијања да село преведе у Бугарску егзархију.
Атанас Бабата је покољ извршио 6. августа због наводног потказивања Турцима три чете ВМРО-а које су уништене 11. јула исте године. Бабата је са четом 6. августа дошао у село и ликвидирао кмета Трајка Цара, првака Миту Пржу, његовог сина Гроздана, унука Гаво и Јована Ивановића - Чекеренду, Проту Алексића, старог учитеља Данета Стојновића и кумановског учитеља о Јована Цветковића, и његовог рођака Милана Поп Петрушиновића. Убијено је укупно 53 људи, након чега је Бабата одржао говор о бугаризму и неопходности прихватања Бугарске егзархије.
У село Шопско Рударе чета Јордана Спасова ушла је 24. августа. Четници су убили 4 човека и три жене које су пре убиства силовали. Месец дана касније Спасов се вратио у село и наредио приступање Бугарској егзархији.
Прича о издаји Турцима која се налази у бугарским изворима није вероватна, јер су се убиства у селима између Кратова и Куманова извршавала и пре и после наводне издаје. Приступање села Кокошиња, Кишања, Шопског Рудара, Татомира, Живаљева, Туралева, Њивичана, Лешка, Пашаџикова, Злетова и Горњег Кратова Бугарској егзархији након покоља јасно сведоче о мотивима убица.
Карактеристично је да је српска четничка организација у време пре убиства у Кокошињу водила преговоре са Борисом Сарафовим и врхом ВМРОа о заједничком деловању српских чета и чета ВМРО-а против Турака. Могуће да је злочин био дело фракција у ВМРО у који су биле против сарадње. Учињено је требало да спали мостове за даље преговоре, што се и догодило. Након овог случаја долази до сукоба чета на свим позицијама.
Новембра 1904. године Дамјан Груев је преко др. Николова поводом покоља у Кокошињу и Шопском Рудару српском конзулу у Скопљу Михаилу Ристићу изјавио следеће: "Дошао сам од стране Дамјана Грујева да Вас у име његово и име организације молим за опроштај за све ово што се десило у Кумановској и Кратовској кази. Погибија оноликих Срба није дело Организације. Ова је осудила била на смрт само поп Петруша из Кокошиња и двојицу сељака из Рудара; други сви побијени су по наредби бугарског владике Синесија и бугарског трговинског агента Недкова. Првоме би ваљало одсећи браду, бацити је не знам где, па га после убити;други је срамота Бугарске, јер он ништа друго не ради него упућује да се туку Срби, и насрће на своје куварице."